# 米田和正
米田和正（よねだかずまさ）は、日本の歌手、体操インストラクター。

## 人物
- 兵庫県西宮市生まれ[1]。甲南大学卒業[1]。
- 1975年4月から1978年3月まで、NHKの幼児向け番組『おかあさんといっしょ』のコーナー、『てをつなごう』にレギュラー出演[1]。
- 『おかあさんといっしょ』では当時スタジオパートの方にも出演し、子供たちの歌や体操の補佐を行っていた[1]。
- 学校放送番組『たのしいきょうしつ』の番組構成を担当した[1]。

## その他社会活動等
- 1979年、兵庫県西宮市にみんなげんきジムを開設。
- 親子で参加する幼児体育活動を実践しながら、子育て支援講師として全国各地で講演を行っている。

## 赴任した大学
- 大阪芸術大学短期大学部講師